# Return to Heaven Denied, Pt. 2 - A Midnight Autumn Dream
Return to Heaven Denied Pt. II - "A Midnight Autumn's Dream"  è il settimo album power metal band italiana Labyrinth.

## Tracce
1. The Shooting Star – 8:11
2. A Chance – 5:52
3. Like Shadows in the Dark – 5:35
4. Princess of the Night – 5:51
5. Sailors of Time – 4:30
6. To Where We Belong – 4:49
7. A Midnight Autumn's Dream – 6:52
8. The Morning's Call – 6:38
9. In This Void – 4:38
10. A Painting on the Wall – 5:19

bonus track Japanese version
1. A Midnight Autumn's Dream (unplugged feat. Irene Fornaciari) - 4:57

## Formazione
- Roberto Tiranti - voce
- Andrea Cantarelli - chitarra
- Olaf Thorsen - chitarra
- Andrea De Paoli - tastiera
- Alessandro Bissa - batteria
- Sergio Pagnacco - basso